# Łatana Mała
Łatana Mała (deutsch Klein Lattana, 1938 bis 1945 Kleinheidenau) ist ein kleines Dorf in der polnischen Woiwodschaft Ermland-Masuren. Es gehört zur Gmina Wielbark (Stadt- und Landgemeinde Willenberg) im Powiat Szczycieński (Kreis Ortelsburg).

## Geographische Lage
Łatana Mała liegt im Lattanabruch (polnisch Bagna Łatana) in der südlichen Woiwodschaft Ermland-Masuren, 19 Kilometer südöstlich der Kreisstadt Szczytno (deutsch „Ortelsburg“).

## Geschichte
Klein Lattana war eine im meliorierten Lattanabruch angelegten Siedlungen. In der Gründungshandfeste vom 14. Juli 1814 erhielten 14 Kätner anteiliges Lattanabruchland zugesprochen. Es entstand ein Ort von sehr verstreut liegenden kleinen Höfen.
Zwischen 1874 und 1945 war die Landgemeinde Klein Lattana in den Amtsbezirk Groß Lattana (polnisch Łatana Wielka) eingegliedert, der – 1938 in „Amtsbezirk Großheidenau“ umbenannt – zum ostpreußischen Kreis Ortelsburg gehörte.
Im Jahre 1910 waren in Klein Lattana 170 Einwohner registriert. Ihre Zahl sank bis 1933 auf 145.
Aufgrund der Bestimmungen des Versailler Vertrags stimmte die Bevölkerung in den Volksabstimmungen in Ost- und Westpreussen am 11. Juli 1920 über die weitere staatliche Zugehörigkeit zu Ostpreußen (und damit zu Deutschland) oder den Anschluss an Polen ab. In Klein Lattana stimmten 120 Einwohner für den Verbleib bei Ostpreußen, auf Polen entfielen 2 Stimmen.
Am 3. Juni – amtlich bestätigt am 16. Juli – 1938 wurde Klein Lattana aus politisch-ideologischen Gründen der Abwehr fremdländisch klingender Ortsnamen in „Kleinheidenau“ umbenannt. 1939 zählte das Dorf 147 Einwohner.
In Kriegsfolge kam Kleinheidenau 1945 mit dem gesamten südlichen Ostpreußen zu Polen und erhielt die polnische Namensform „Łatana Mała“. Heute ist das kleine Dorf eine Ortschaft innerhalb der Gmina Wielbark (Willenberg) im Powiat Szczycieński (Kreis Ortelsburg), bis 1998 der Woiwodschaft Olsztyn, seither der Woiwodschaft Ermland-Masuren zugehörig. Im Jahre 2011 zählte das Dorf 53 Einwohner.

## Kirche
Bis 1945 war Klein Lattana resp. Kleinheidenau in die evangelische Kirche Willenberg in der Kirchenprovinz Ostpreußen der Kirche der Altpreußischen Union bzw. in die römisch-katholische Pfarrei in Groß Leschienen (polnisch Lesiny Wielkie) im damaligen Bistum Ermland eingegliedert.
Heute gehört Łatana Mała wieder zur katholischen Pfarrkirche in Lesiny Wielkie, jetzt im Erzbistum Ermland gelegen. Die evangelischen Einwohner orientieren sich zur Kirche in Szczytno (Ortelsburg) in der Diözese Masuren der Evangelisch-Augsburgischen Kirche in Polen.

## Verkehr
Łatana Mała liegt an einer Nebenstraße, die Zieleniec ((Groß) Radzienen, 1938 bis 1945 Hügelwalde) mit Łatana Wielka (Groß Lattana, 1938 bis 1945 Großheidenau) verbindet. Ein Bahnanschluss besteht nicht.